# 富岡惣一郎
富岡 惣一郎（とみおか そういちろう、1922年1月8日 - 1994年5月31日）は、日本の洋画家。新潟県高田市南本町出身。新潟県立高田商工学校卒業。黄変や亀裂、剥落などのない白い絵の具を自ら開発して作品を手がけ、「トミオカホワイト」と呼ばれた。著名な作品に「白の世界シリーズ」など。

## 主な作品
- 「白の世界シリーズ」
- 「雪国」
- 「雪・信濃川」(連作)
- 「雪国水の表情」
- 「雪国風」
- 「雑木林」
- 「White No1」
- 「黒い点」
- 「黒い線」など

## 受賞歴
この節の出典:
- 新制作展新作家賞 (第25回)・1961年
- 現代日本美術展コンクール賞・1962年「黒い線」
- 新制作展新制作協会賞 (第26回)・1962年「黒い点」
- サンパウロ・ビエンナーレ近代美術館賞・1963年
- 東郷青児美術館大賞 (第7回)・1984年「White No1」

## トミオカホワイト美術館
現在、新潟県南魚沼市の八海山山麓には、1990年（平成2年）11月に開館した「トミオカホワイト美術館」があり、富岡惣一郎の作品が多数収蔵・展示されている。